# Cymothoa
Cymothoa is een geslacht van pissebedden. Niet alle Cymothoa worden als parasitair beschouwd. Sommige soorten klimmen op vissen met als doel zich snel te kunnen verplaatsen, een gedrag dat bekend staat als foresie.   

## Soorten
- Cymothoa asymmetrica Pillai, 1954
- Cymothoa borbonica Schiödte & Meinert, 1884
- Cymothoa brasiliensis Schiödte & Meinert, 1884
- Cymothoa bychowskyi Avdeev, 1979
- Cymothoa carangii Avdeev, 1979
- Cymothoa carryensis Gourret, 1892
- Cymothoa catarinensis Thatcher, Loyola e Silva, Jost & Souza-Conceiçao, 2003
- Cymothoa cinerea Bal & Joshi, 1959
- Cymothoa curta Schiödte & Meinert, 1884
- Cymothoa dufresni Leach, 1818
- Cymothoa elegans Bovallius, 1885
- Cymothoa epimerica Avdeev, 1979
- Cymothoa eremita (Brunnich, 1783)
- Cymothoa excisa Perty, 1833
- Cymothoa exigua Schiödte & Meinert, 1884
- Cymothoa eximia Schiödte & Meinert, 1884
- Cymothoa frontalis H. Milne-Edwards, 1840
- Cymothoa gadorum Brocchi, 1875
- Cymothoa gerris Schiödte & Meinert, 1884
- Cymothoa gibbosa Gourret, 1892
- Cymothoa globosa Schiödte & Meinert, 1884
- Cymothoa guadeloupensis Fabricius, 1793
- Cymothoa hermani Hadfield, Bruce & Smit, 2011
- Cymothoa ianuarii Schiödte & Meinert, 1884
- Cymothoa ichtiola (Brünnich, 1764)
- Cymothoa indica Schiödte & Meinert, 1884
- Cymothoa liannae Sartor & Pires, 1988
- Cymothoa limbata Schiödte & Meinert, 1884
- Cymothoa marginata Bleeker, 1857
- Cymothoa nigropunctata Risso, 1816
- Cymothoa oestrum (Linnaeus, 1758)
- Cymothoa paradoxa Haller, 1880
- Cymothoa parupenei Avdeev, 1979
- Cymothoa plebeia Schiödte & Meinert, 1884
- Cymothoa propria Avdeev, 1979
- Cymothoa pulchrum Lanchester, 1902
- Cymothoa recifea Thatcher & Fonseca, 2005
- Cymothoa recta Dana, 1853
- Cymothoa rhina Schiödte & Meinert, 1884
- Cymothoa rotunda Avdeev, 1979
- Cymothoa rotundifrons Haller, 1880
- Cymothoa scopulorum (Linnaeus, 1758)
- Cymothoa selari Avdeev, 1978
- Cymothoa slusarskii Rokicki, 1986
- Cymothoa spinipalpa Thatcher, de Arujo, de Lima & Chellapa, 2007
- Cymothoa truncata Schiödte & Meinert, 1884
- Cymothoa vicina Hale, 1926